# 拉德利 (堪薩斯州)
拉德利（英語：Radley）為美國堪薩斯州克勞福德縣的非建制地區。

## 歷史
此社區的郵政局於1913年10月30日開設，期間持續營運直到1988年2月1日終止。